# Berthe Morisot

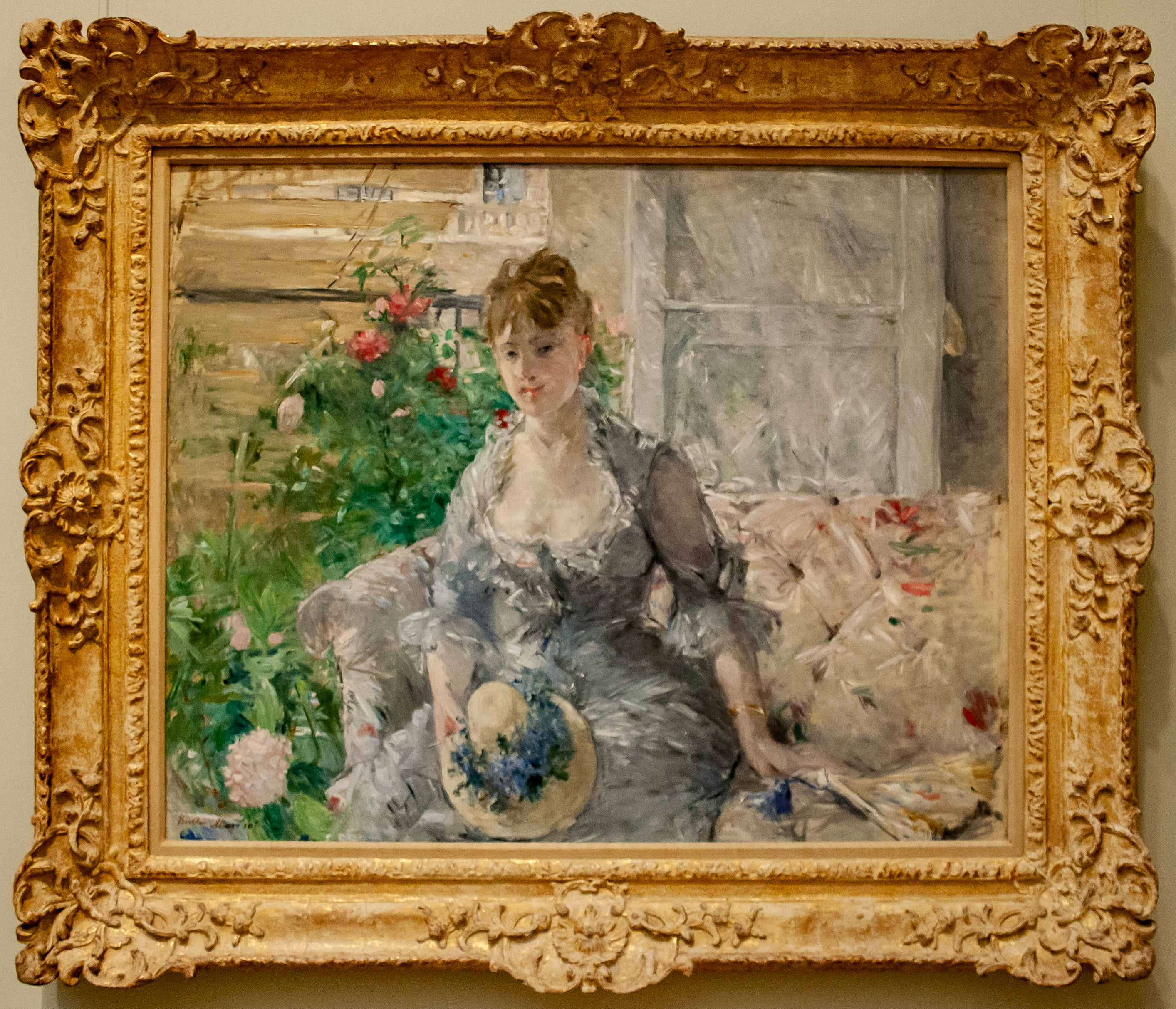
1879 körül, pályája csúcsán készült festménye a New York-i Metropolitanben

Berthe Morisot (Névváltozat: Berthe Marie Pauline Morisot) (Bourges, 1841. január 14. – Párizs, 1895. március 2.) francia impresszionista festőnő.

## Életpályája
Párizsban Jean-Baptiste Camille Corot festő irányítása mellett tanulta a professzionális festést, mestere nagy hatással volt munkáira kb. 1874-ig. Közben megismerkedett Édouard Manet-val, akinek a testvére, Eugène Manet a férje lett. Manet munkásságának hatása főleg 1875-76-ban érvényesült az ő képein, közben ő is hatott Manet-ra, megkedveltette Manet-val a világos színeket és a plein airt.
Morisot egyéni stílusa az 1870-es évek végén alakult ki. Nem alkalmazta képein a színfoltok módszeres felbontását, műveinek egyediségét a könnyedén odavetett, kötetlen irányú széles ecsetvonások adják. Ezzel a módszerrel festett bensőséges hangulatú enteriőröket vagy plein air jeleneteket. Táj- és életképei szivárványos fényben fürödnek, ezüstös tónusai választékos harmóniában egyesülnek. Eleme a fény, a mozgás, a légies könnyedség, a természetes üdeség és vibrálás. Az igen szabad és egyéni ecset-, folt- és színkezelés kibontakoztatta az ő nőiesen finom egyéniségét.
Az 1880-as évek végén azonban felismerte az atmoszferikus jelenségekhez kötődő szemlélet veszélyeit, s ettől kezdve nagyobb figyelmet fordított a kompozíció megformálására. Hosszú ecsetvonásokkal kezdett festeni, amelyeknek segítségével mintegy megmintázta a tömeget és a fényhatásokat anélkül, hogy határozottan kirajzolta volna a körvonalakat. Munkásságában jelentősek nemcsak olajfestményei, hanem az egyszerű, tiszta színfoltokkal megalkotott akvarelljei is.
Morisot festői világára legnagyobb hatást a környező világ fényjelenségei gyakorolták. Finom hangulatú, a családi jeleneteket is megragadni képes munkáival gazdagította az impresszionisták művészetét. Az impresszionista csoport valamennyi kiállításán részt vett.

## Családja
Eugène Manet vette feleségül 1874-ben, 1879-ben leányuk született. A férj 1892-ben hunyt el, a festőnő 1895-ben tüdőgyulladásban. Rajzainak, festményeinek többségét impresszionista barátainak hagyta örökül (Degas, Monet, Renoir).

## Emlékezete
Halála után egy évvel barátai 394 művéből rendeztek retrospektív kiállítást.
A 19. században Berthe Morisot és Mary Cassatt amerikai festőnő voltak az impresszionista festészet kiemelkedő női képviselői.

## Művei (válogatás)
- A lorient-i kikötő (1869)
- Erkélyen (1872)
- Lepkefogás Maurecourt-ban (1874)
- Nő a tükör előtt (1875-76)
- Reggeli a szabadban (1875-76)
- Púderezkedő fiatal nő (1877)
- Zsalugáter mögött (1878)
- Nyári nap (1879)
- Eugène Manet és leánya Bougivalban (1881)
- A veranda (1882)
- A kert (1883)
- A tavon (1884)
- Az olvasmány (1888)
- A mandolin (1889)
- Alvó leány (1892)
- Leány legyezővel (1893)
- Nővérek (1894)